# Kanton Saint-Jean-du-Gard
Kanton Saint-Jean-du-Gard (francouzsky Canton de Saint-Jean-du-Gard) je francouzský kanton v departementu Gard v regionu Languedoc-Roussillon. Tvoří ho tři obce.

## Obce kantonu
- Corbès
- Mialet
- Saint-Jean-du-Gard